# 預言者ダニエル (ミケランジェロ)
『預言者ダニエル』（よげんしゃダニエル、伊: Il Profeta Daniele, 英: The Prophet Daniel）は、盛期ルネサンスのイタリアの巨匠ミケランジェロ・ブオナローティが1511年に制作した絵画である。フレスコ画。主題は『旧約聖書』「ダニエル書」に登場する預言者ダニエルから採られている。ローマ教皇ユリウス2世の委託によって、ローマのバチカン宮殿内に建築されたシスティーナ礼拝堂の天井画の一部として描かれた。天井画の中心部分は9つのベイに区分され、主題は『旧約聖書』「創世記」から大きく3つのテーマ、9つの場面がとられた。本作品は第3のベイに『空と水の分離』（La Separazione della terra dalle acque）の右側に『ペルシアの巫女』（La Sibilla Persica）と向かい合って描かれた。

## 主題
預言者ダニエルはエゼキエル、イザヤ、エレミヤとともに『旧約聖書』に登場する「四大預言者」の1人で、バビロン捕囚の時代に夢を解釈する能力によって新バビロニア国王ネブカドネザル2世の宮廷で重用された。「ダニエル書」第2章によると、ネブカドネザル2世は頭が金、胸と両腕は銀、腹と腿は青銅、 脛は鉄、足の一部は鉄と粘土でできた大いなる像の夢を見た。しかし手を使わずに切り出された石が山から落ちて像の鉄と粘土の足を砕いたとき、この像の金も銀も青銅も鉄もみな砕け、やがてその石が全地に満つるような大きな山になった。これを聞いたダニエルは王の夢を解釈し、金はネブカドネザル王を、銀と青銅はその後に勃興するより劣る王国を指しており、その国民は一部は鉄のように強いが一部は陶器のようにもろいことを指している。やがて神はこれらの王を滅ぼしたのちに永遠に続く国を建てるだろうと予言した。この予言はキリストの到来を告げるものとして重視され、キリストが聖処女から誕生すること、偶像崇拝の破壊、キリスト教の成長を意味するものと解された。また「ダニエル書」第12章の「わたしは、かの亜麻布を着て川の水の上にいる人に向かって言った、この異常な出来事はいつに終わるのでしょうかと。かの亜麻布を着た人は天に向かってその右手と左手を上げ、永遠に生ける者を指して誓い、それはひと時とふた時と平時である、と言うのを私は聞いた」もまたキリストの到来を予言するものとされた。

## 作品
ミケランジェロは天井画の最も高い場所に配置された『旧約聖書』の場面を囲むように、その下方に7人の預言者と5人の巫女（シビュラ）を交互に配置した。これらは天井画の人物像の中で最も巨大なサイズを与えられ、沈思黙考、読書、瞑想、霊的熱狂、神との対話といった様々な精神ないし思考の営みを備えたポーズで描かれた。通常、これらの人物像はいずれを書物を持ち、2人のプットーをともなっている。ダニエルの両側には古代イスラエルの王ダヴィデの父エッサイと第3代の王アサ、これらを挟んで『リビアの巫女』（La Sibilla Libica）と『クマエの巫女』（La Sibilla Cumana）が配置されている。
若いダニエルは天井画の預言者の中でただ一人書きものをする姿で描かれている。彼は両太腿の上に大きな書物を乗せているが、今は読書ではなく、右側の書見台のほうに身体を捻り、そこに置かれた紙に何かを書き記している。おそらく書物の内容を筆写しているか、あるいは心を捉えて離さない「回想」を夢中になって書いている。幼いプットーがダニエルの両膝の間に潜り込み、下から書物を支えているが、実際には書物はダニエルの両脚の上で安定している。このプットーの存在はおそらく「ダニエル書」に含まれる聖児歌を示唆していると思われる。ミケランジェロの構図は「ダニエル書」に基づいてダニエルを『空と水の分離』と密接に結びつけている。すなわちミケランジェロは『空と水の分離』において唯一神に「ダニエル書」第12章を想起させる亜麻布を着せて、水の上に漂い、天に向かって右手と左手を上げた姿で描き、その下にダニエルを配置した。
またダニエルの頭部は『太陽、月、植物の創造』（La Creazione degli astri e delle piante）がある第4のベイのほうを向いている。燃える炎のように立ち昇った栗毛色の髪は『太陽、月、植物の創造』の画面中央上部に描かれた唯一神によって創造された燃えるような天体と軌を一にしている。短縮法の効果と形および色彩の伸びやかな動きは『ペルシアの巫女』よりも強力である。とりわけ衣服の部分は水色が鮮やかで、黄金色が衣服の縁と裾を引き立ており、膝上まで伸びる外衣の緑の裏地に光彩を添えている。手首を書物にかけた左前腕は驚くべき短縮法で描かれている。この手首は『アダムの創造』（La Creazione di Adamo）における唯一神の左手とよく似ている。

## 修復
過去の修復による加筆や変色したワニスなどが天井画を損なっており、『預言者ダニエル』については特に顔の部分がひどく損傷していた。しかし1980年から1989年に行われた修復でそれらは除去され、制作当時の色彩が取り戻された。

## ギャラリー

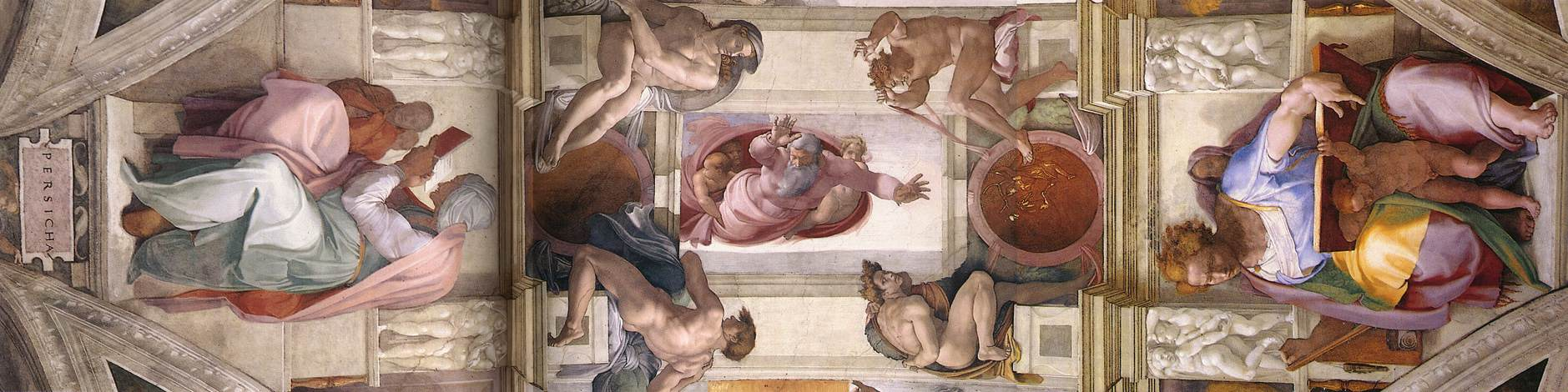
『空と水の分離』の両側に『ペルシアの巫女』と『預言者ダニエル』が描かれた第3のベイ。

関連画像

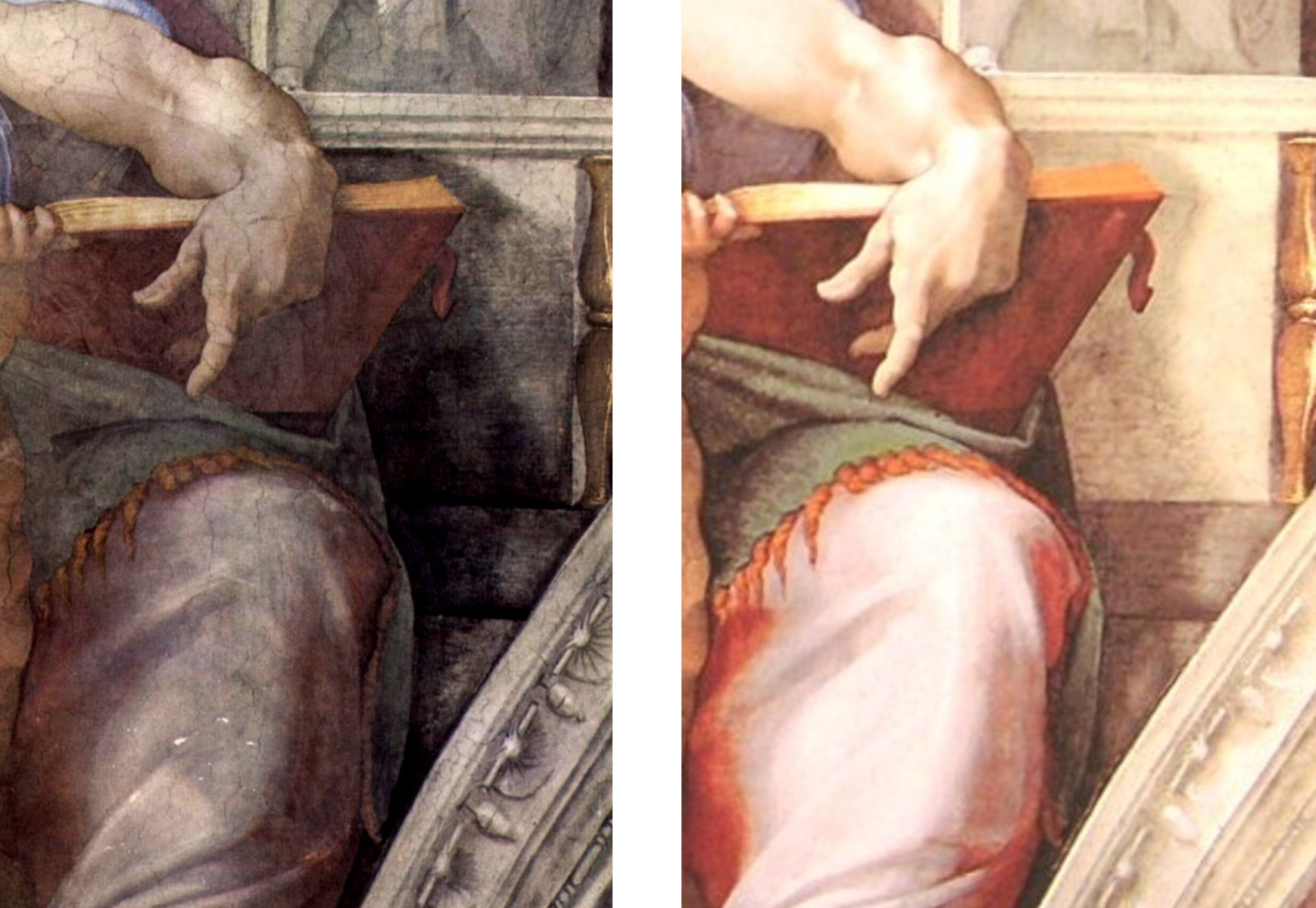
修復前と修復後（ディテール）
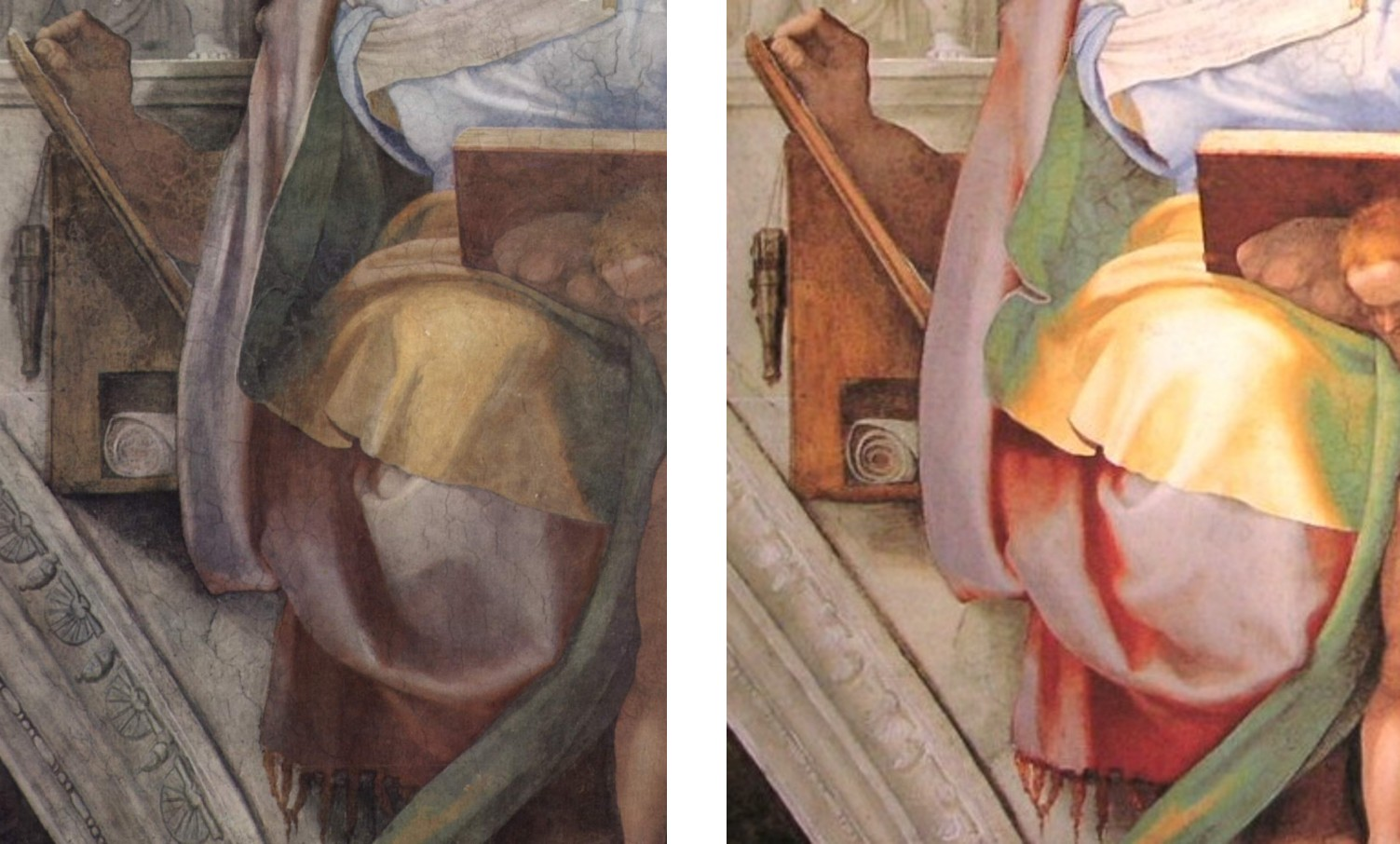
修復前と修復後（ディテール）